# Masaryktown
Masaryktown ist  ein census-designated place (CDP) im Hernando County im US-Bundesstaat Florida. Das U.S. Census Bureau hat bei der Volkszählung 2020 eine Einwohnerzahl von 1.077 ermittelt. Der Ort ist nach Tomáš Garrigue Masaryk, dem ersten tschechoslowakischen Präsidenten benannt.

## Geographie
Masaryktown liegt rund 10 km südlich von Brooksville sowie etwa 50 km nördlich von Tampa. Der CDP wird vom U.S. Highway 41 durchquert.

## Demographische Daten
Laut der Volkszählung 2010 verteilten sich die damaligen 1040 Einwohner auf 573 Haushalte. Die Bevölkerungsdichte lag bei 385,2 Einw./km². 93,5 % der Bevölkerung bezeichneten sich als Weiße, 0,7 % als Afroamerikaner, 0,5 % als Indianer und 1,3 % als Asian Americans. 3,1 % gaben die Angehörigkeit zu einer anderen Ethnie und 1,1 % zu mehreren Ethnien an. 11,3 % der Bevölkerung bestand aus Hispanics oder Latinos.
Im Jahr 2010 lebten in 25,4 % aller Haushalte Kinder unter 18 Jahren sowie 32,0 % aller Haushalte Personen mit mindestens 65 Jahren. 61,2 % der Haushalte waren Familienhaushalte (bestehend aus verheirateten Paaren mit oder ohne Nachkommen bzw. einem Elternteil mit Nachkomme). Die durchschnittliche Größe eines Haushalts lag bei 2,45 Personen und die durchschnittliche Familiengröße bei 3,00 Personen.
22,1 % der Bevölkerung waren jünger als 20 Jahre, 22,8 % waren 20 bis 39 Jahre alt, 30,7 % waren 40 bis 59 Jahre alt und 24,2 % waren mindestens 60 Jahre alt. Das mittlere Alter betrug 43 Jahre. 49,2 % der Bevölkerung waren männlich und 50,8 % weiblich.
Das durchschnittliche Jahreseinkommen lag bei 32.535 $, dabei lebten 30,6 % der Bevölkerung unter der Armutsgrenze.
Im Jahr 2000 war Englisch die Muttersprache von 100 % der Bevölkerung.